# Adélaïde de Clermont-Tonnerre
Pour les articles homonymes, voir Clermont-Tonnerre.
Adélaïde de Clermont-Tonnerre, née le 20 mars 1976 à Neuilly-sur-Seine, est une journaliste et romancière française.

## Biographie
Fille aînée de Renaud, Louis, Amédée, Bernard de Clermont-Tonnerre (1950) (branche cadette de la maison de Clermont-Tonnerre) et de Gilone Boulay de La Meurthe (1949), Adélaïde Marie Aimée de Clermont-Tonnerre est l'arrière-petite-fille en ligne maternelle de la princesse Isabelle d'Orléans, sœur du comte de Paris.
Ancienne élève de l'École normale supérieure de Fontenay-Saint-Cloud,,, parente éloignée d'Hermine de Clermont-Tonnerre, elle commence sa carrière dans les secteurs de la banque et de la finance, notamment à Mexico pour la Société générale, avant de prendre la décision de se réorienter vers le journalisme. D'abord journaliste à Madame Figaro, elle est directrice de la rédaction à Point de vue depuis 2014. Elle achète l'hebdomadaire à Altice en 2018.
À partir de 2008, elle est membre du jury permanent du prix de la Closerie des Lilas, qui récompense un roman de femme paru entre janvier et mars de chaque année. Elle est également membre du jury du prix Françoise-Sagan, dont elle a été lauréate et membre du prix Fitzgerald. Adélaïde est également membre du jury du Prix Vaudeville et elle préside le prix littéraire du Who's who. Elle a présidé en 2022 le prix du manuscrit non publié fondé par Thimothée Guillotin.
Elle est membre de la Commission sur l'image des femmes dans les médias.
Son premier roman, Fourrure, publié en 2010, dans la collection bleue des éditions Stock, a reçu le prix Maison de la presse, le prix Françoise-Sagan, le prix Bel Ami[source insuffisante], le prix du Premier Roman de Femme et l'un des prix littéraires Les Lauriers Verts 2010, en catégorie révélation. Ce roman a également été finaliste du prix Goncourt du premier roman et sur la liste d'été du prix Renaudot.
Elle participe à l'émission de télévision de Franz-Olivier Giesbert Semaine critique ! (France 2), entre 2010 et 2011. À la rentrée 2011, elle reste chroniqueuse au sein de l'émission de télévision culturelle d'Élizabeth Tchoungui Avant-premières (France 2). Sur la chaîne Paris Première, l'émission Ça balance à Paris présentée par Éric Naulleau la choisit pour rejoindre l'équipe de ses chroniqueurs. Elle fait également partie des plumes qui font le portrait des invités de Marie Drucker dans son Journal inattendu, sur RTL. Le 23 mai 2014 elle fait sa première apparition en tant que chroniqueuse dans l'émission Les pieds dans le plat sur Europe 1 présentée par Cyril Hanouna. À la rentrée 2016, elle participe à l'émission d'information Actuality sur France 2 présentée par Thomas Thouroude, dont les audiences peinent.
En 2016, elle sort son second roman, Le Dernier des nôtres. La critique est positive : dans Le Point, Marc Lambron le qualifie ainsi de page-turner de la rentrée et parle d'un roman « comme la France en produit peu ». Étienne de Montety du Figaro Littéraire y retrouve « le grand vent de l'histoire », Olivia de Lamberterie dans Télématin la qualifie de « maîtresse de la narration ». Claire Julliard dans L'Obs loue « un roman des origines captivant » tandis qu'Anne-Sophie Lapix dans C à vous remarque : « On ne lâche plus son livre. Absolument passionnant ».
En septembre 2016, elle reçoit pour cet ouvrage le prix du roman à la Forêt des Livres et le prix des librairies Filigranes en Belgique puis, le 27 octobre 2016, le Grand prix du roman de l'Académie française. Lors de la remise du prix – accompagné d'un chèque de 10 000 euros –, l'académicien Angelo Rinaldi salue un style « élégant et efficace » et Hélène Carrère d'Encausse, secrétaire perpétuel, déclare que ce « roman d'imagination a emballé l'Académie ». Son roman était également finaliste du prix Renaudot et du prix Interallié.
En novembre 2017, elle participe au recueil 13 à table, des écrivains s'engagent en faveur des Restos du Cœur.
En mai 2018, elle reçoit le prix DSO pour sa pièce courte La vie de château, jouée au théâtre des Mathurins dans le cadre du Festival Le Paris des Femmes.
Le 5 mai 2021 sort son roman Les jours heureux chez l'éditeur Grasset. Les premières critiques sont positives : chez Sud Ouest, on remarque : « Le troisième roman d’Adélaïde de Clermont-Tonnerre est à l’image des précédents : fouillé, dense, fluide et d’une grande élégance de style. On se laisse emporter » et au Figaro, on note : « Avec ce livre, #MeToo, Instagram et quelques autres sujets très contemporains font une entrée fracassante dans le roman français. […] Le troisième roman d’Adélaïde de Clermont-Tonnerre est bien plus profond qu’il n’en a l’air »,.
Selon le magazine littéraire Lire, qui y présente un extrait, ce « roman ambitieux, élégant et grisant » serait une nouvelle écrite dans l'urgence qu'elle a présenté à son éditeur chez Grasset, Christophe Bataille. Celui-ci, conquis, l'aurait incitée à le transformer en roman. « Selon ses dires, il est construit sur des jeux de doubles et de miroirs, des scènes qui se répètent et des personnages suivant des parcours similaires et inversés ». Les jours heureux reçoivent le prix du roman de la ville de Cabourg[pertinence contestée].
En 2022, elle participe à l'ouvrage collectif Les écrivains sous les drapeaux aux côtés d'écrivains tels que Jean-René Van der Plaetsen, Frédéric Beigbeider, Pascal Bruckner, Antoine Compagnon ou Sylvain Tesson, publié à l'occasion des 400 ans des Troupes de Marine. Elle part quelques jours en immersion au sein du RICM, expérience dont elle fait le récit tout en explorant son histoire familiale, notamment la figure de son arrière-grand-père Louis de Clermont-Tonnerre qui a participé à la reprise du Fort de Douaumont pendant la Première Guerre mondiale avant de mourir sur le front. L'ouvrage a reçu une mention spéciale du Prix Erwan Bergot.
Elle fait partie des "100 femmes de culture de l'année 2022".

### Vie privée
Mariée à Laurent Delpech, elle est mère de deux garçons.

## Œuvres

### Romans
- Fourrure, Paris, Éditions Stock, 2010, 573 p. (ISBN 978-2-234-06338-9), l'histoire d'une ambitieuse, fille de madame Claude dans les années Giscard avant de devenir une écrivaine célèbre ; traduction italienne : Il visone bianco, Mondadori, 2011[24],[25] ; traduction grecque, Patakis, 2012 ; traduction en estonien.
- Le Dernier des nôtres, Paris, Éditions Grasset et Fasquelle, 2016, 496 p.  (ISBN 978-2-246-86189-8) – Grand prix du roman de l'Académie française. Traductions en anglais, néerlandais, espagnol, portugais, italien, allemand, polonais, serbe, roumain. Audio Livre. Édition Le Livre de poche.
- Les Jours heureux, Paris, Éditions Grasset, 2021, 480 p.  (ISBN 978-2-246-86191-1)

### Ouvrages collectifs
- 100 monuments, 100 écrivains. Histoires de France, ouvrage collectif sous la direction d'Adrien Goetz ;
- Romain Gary, des Racines du ciel à La Vie devant soi, Musée des Lettres et manuscrits, Gallimard, ouvrage collectif[26].
- 13 à table, des écrivains s'engagent, en faveur des Restos du Coeur. Pocket 2017
- La Vie de château dans le recueil À vendre, Éditions de l'Avant-Scène Théâtre, Festival le Paris des femmes, Théâtre des Mathurins, 2018.
- Mawakech dans Nouvelles de Marrakech, Cassi Éditions, 2018.
- Les écrivains sous les drapeaux, Fayard, 2022.

## Décoration
- Chevalier des Arts et des Lettres (2019)[27]

## Autres fonctions
Adélaïde de Clermont-Tonnerre est membre du Conseil de Surveillance de la Compagnie du Ponant[source secondaire souhaitée] présidé par François Pinault et a été élue en 2024 comme membre du Conseil d'Administration du SEPM[source secondaire souhaitée], le Syndicat des Editeurs de la Presse Magazine.